# Notes (tom poetycki)
Notes – tom poetycki Ryszarda Kapuścińskiego wydany w 1986 w Warszawie przez Spółdzielnię Wydawniczą „Czytelnik”.